# ماريسا ديك
ماريسا ديك هي لاعبة جمباز فني كندية، ولدت في 26 مايو 1997 في كاملوبس في كندا.

## وصلات خارجية
- ماريسا ديك على موقع الاتحاد الدولي للجمباز (licence) (الإنجليزية)
- ماريسا ديك على موقع الاتحاد الدولي للجمباز (biography) (الإنجليزية)
- ماريسا ديك على موقع أوليمبيديا (الإنجليزية)